# La linea d'ombra (film)
La linea d'ombra (Smuga cienia) è un film del 1976 diretto da Andrzej Wajda.
È l'adattamento del romanzo La linea d'ombra di Joseph Conrad.